# Shutout
Shutout (rövidítése SO) egy olyan kapus statisztika, ami megmutatja, hogy mennyi mérkőzésen nem kapott gólt az adott hálóőr. Használják ezt a statisztikát labdarúgásban, baseballban is, de legfőképpen jégkorongban. A National Hockey League alapszakaszának rekordere Martin Brodeur, aki 125 meccset hozott le bekapott gól nélkül. Modern-idők rekorder csapata a Columbus Blue Jackets 16 mérkőzéssel.

## Fordítás
- Ez a szócikk részben vagy egészben  a   Shutout (ice hockey) című angol Wikipédia-szócikk fordításán alapul.  Az eredeti cikk szerkesztőit annak laptörténete sorolja fel. Ez a jelzés csupán a megfogalmazás eredetét és a szerzői jogokat jelzi, nem szolgál a cikkben szereplő információk forrásmegjelöléseként.